# Polární podnebí

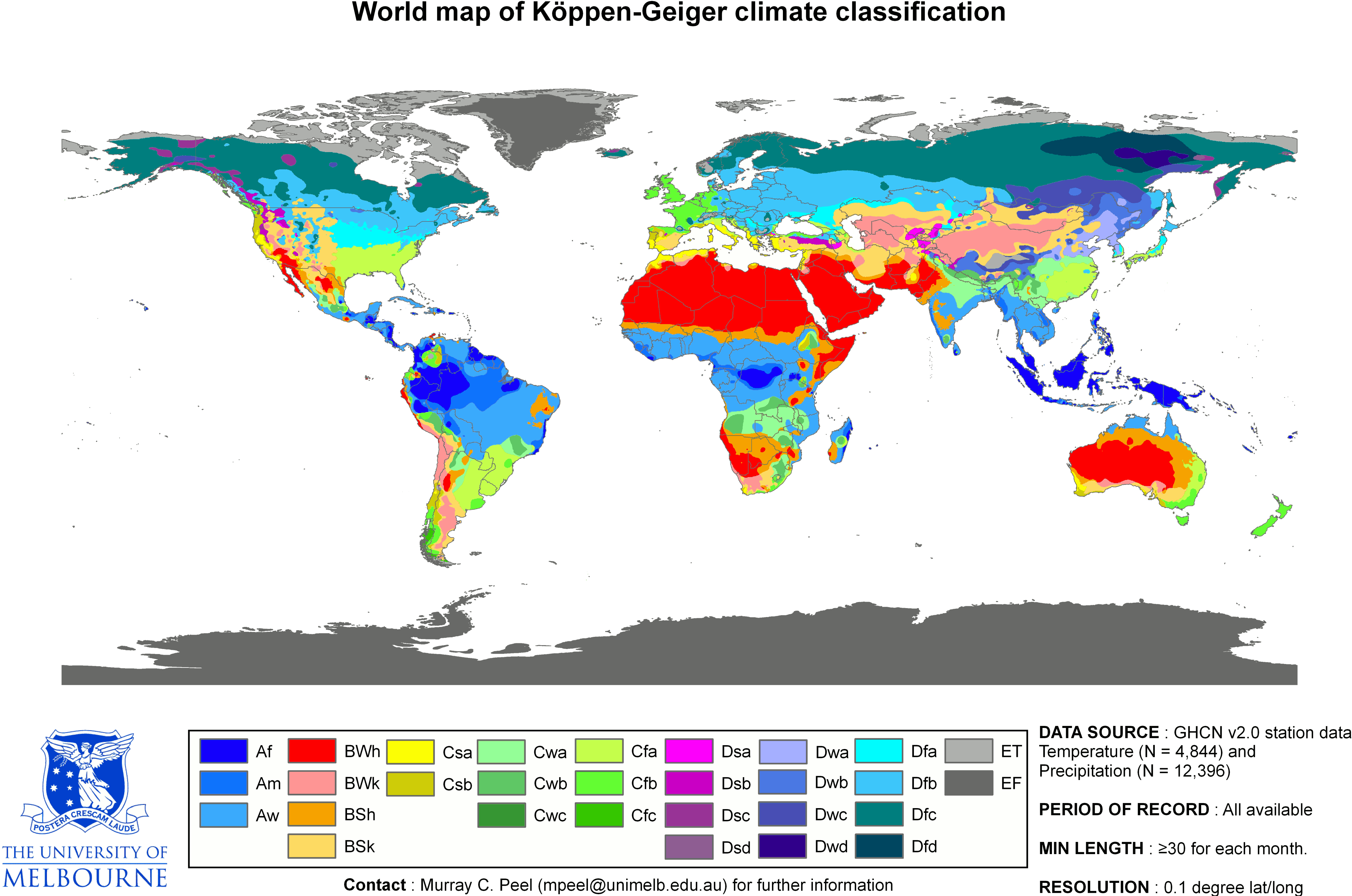
Polární podnebí je na mapce ET.

Polární podnebí, někdy také arktické podnebí nebo antarktické podnebí (zkratka ET), je podle Köppenovy klasifikace podnebí typ podnebí v oblasti okolo nebo za polárním kruhem. Vyznačuje se průměrnou roční teplotou pod 0°C, a zároveň tím, že i v nejteplejších měsících roku se teplota pohybuje velmi nízko, za běžných podmínek v rozmezí od 0°C do 10°C. Kvůli nízké teplotě polární podnebí neumožňuje růst některých stromů. Typická krajina je zde tundra nebo zaledněná oblast, některými označovaná jako trvale zmrzlá půda (odborně permafrost). V důsledku blízkosti oblasti k pólům je ovlivněna i délka dne a délka noci. Vzhledem ke sporadickému výskytu výparů je v těchto oblastech malý úhrn srážek, na mnoha místech i méně než 250 mm za rok. Nejvyšší letní teploty se pohybují v severní polární oblasti, a to mezi −10 a 10°C. Výjimečně se pak v některých částech může vyšplhat až ke 30°C. V zimním období se teploty povětšinou pohybují od 0°C do -40°C. Nezřídka ale teplota klesá až k -50°C. V jižní polární oblasti je podnebí mnohem chladnější, jedná se o nechladnější oblast planety, s letními teplotami pod 0°C. Nejnižší teploty zde sahají hluboko pod bod mrazu, nejčastěji se pohybují v rozmezí -20°C až -70°C. Nejnižší naměřená teplota na Zemi, -89,2°C, byla zaznamenána v roce 1983 na stanici Vostok na Antarktidě.

## Oceánský typ
V Koppenově klasifikaci podnebí svůj vlastní typ nakonec nedostalo, i když bylo původně plánováno ho zařadit jako Cfd. Je vzácný a vyskytuje se jen na jižní polokouli - na Kerguelenách, Campbellově ostrově (klikni pro velmi přehledný popis podnebí na tomhle ostrově), Jižní Georgii a Sandwichových ostrovech, Crozetových ostrovech a dalších nepatrných ostrůvcích. Kritéria tohoto podnebí jsou, že ani jeden měsíc v roce nemá průměrnou měsíční teplotu 10°C nebo vyšší, a zároveň průměrná teplota nejstudenějšího měsíce není nižší než 0°C. Přestože jsou teploty celoročně mírné a neklesají často pod bod mrazu, je tady jen tundra a výskyt stromů je znám jen na Campbellově ostrově., kde rostou Dracophyllum species a Dracophyllum longifolium. Srážky jsou velmi časté, většina spadne při každodenních lehkých deštích nebo přeháňkách a prší i více než 300 dnů v roce. Za rok naprší okolo 1000 mm srážek nebo i výrazně více. V zimě sněží jen občas. Počasí je stále oblačné a slunečného počasí bývá velmi málo. Rozdíl průměrné teploty nejteplejšího a nejstudenějšího měsíce je často menší než 5°C a stejně tak jsou velmi malé rozdíly i v teplotách ráno a odpoledne. Nejsilnější mrazy dosahují nejčastěji 0°C až -5°C, v nejteplejších dnech se nejvyšší teploty obvykle dosahují 10°C až 20°C.

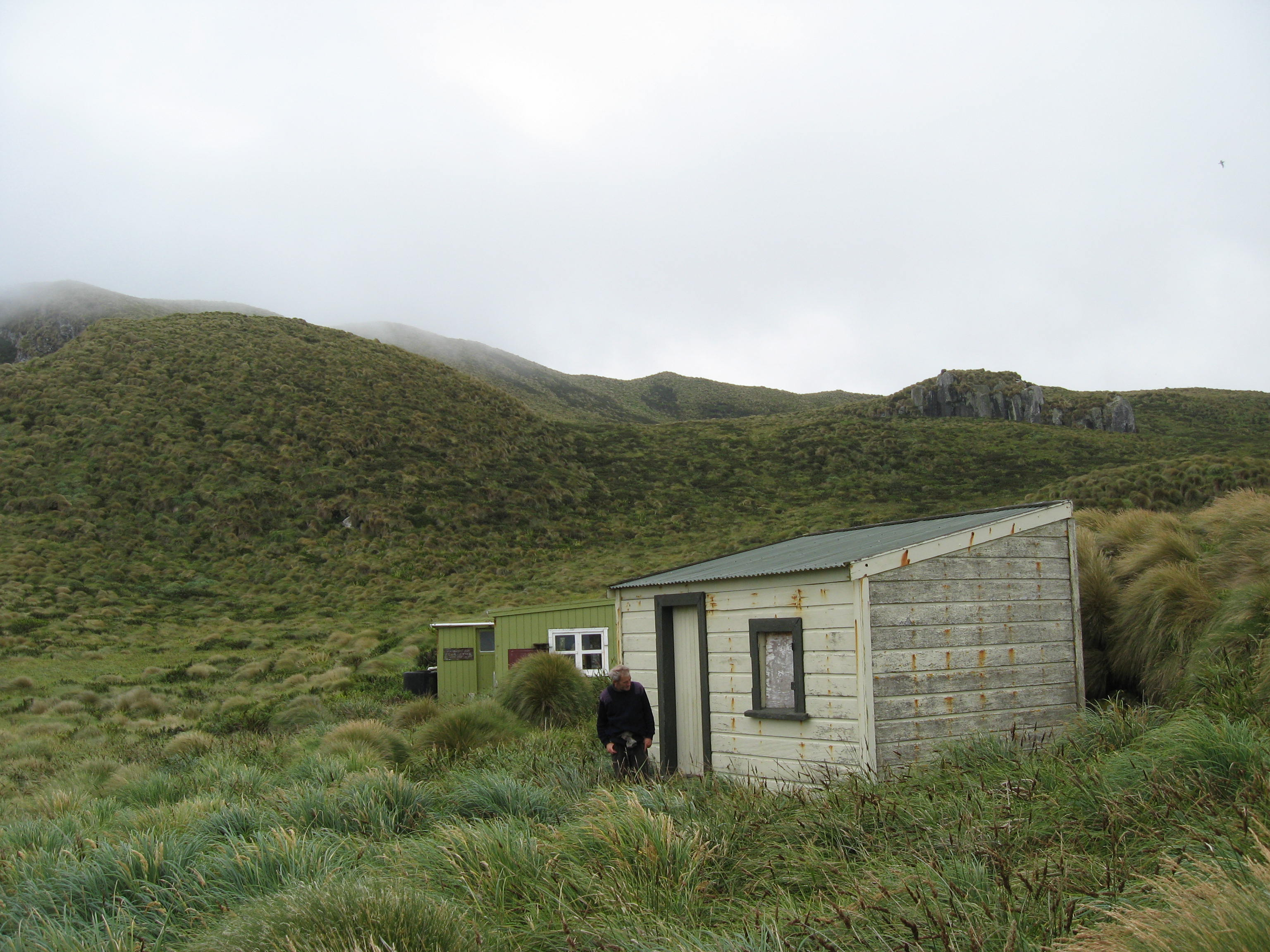
Krajina na Ostrovech Protinožců.
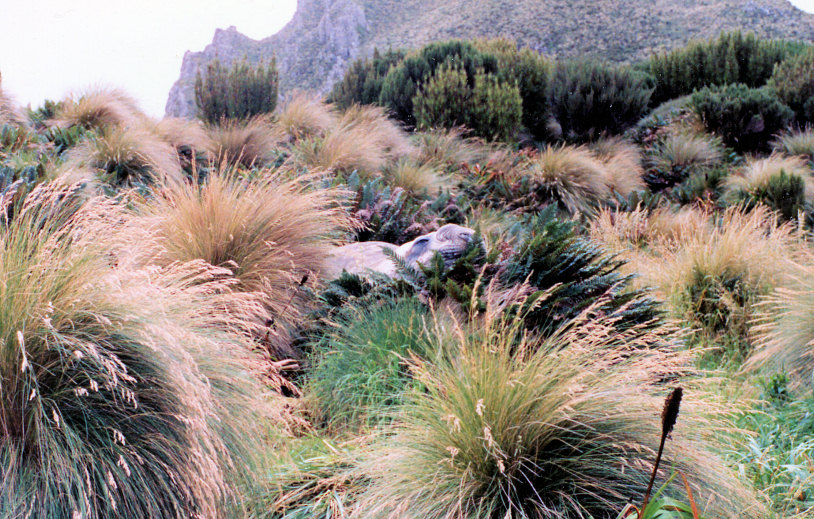
Tundra na Ostrovech Protinožců je bohatší.
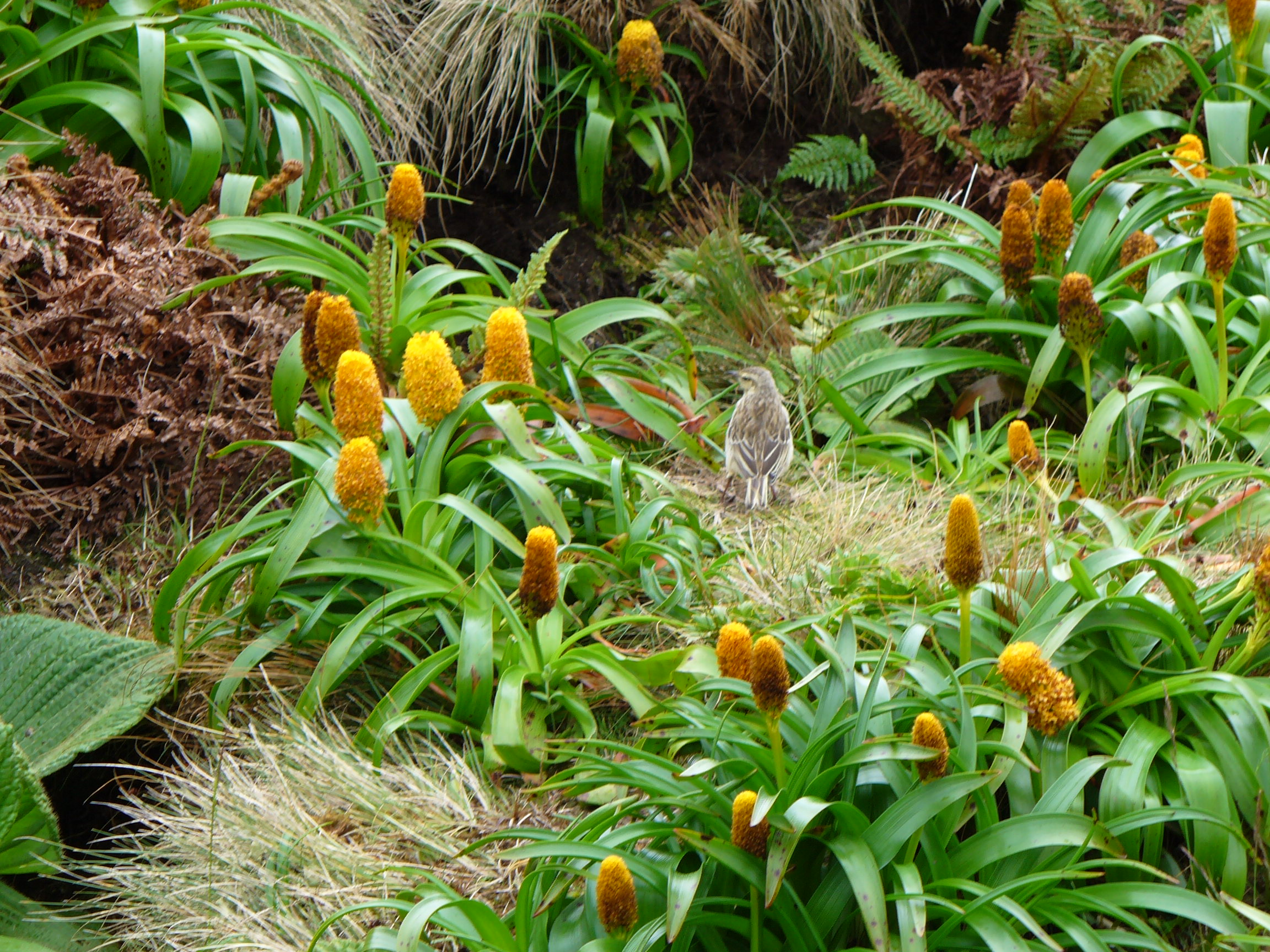
Robustní byliny na ostrovech jihovýchodně od Nového Zélandu.

## Galerie

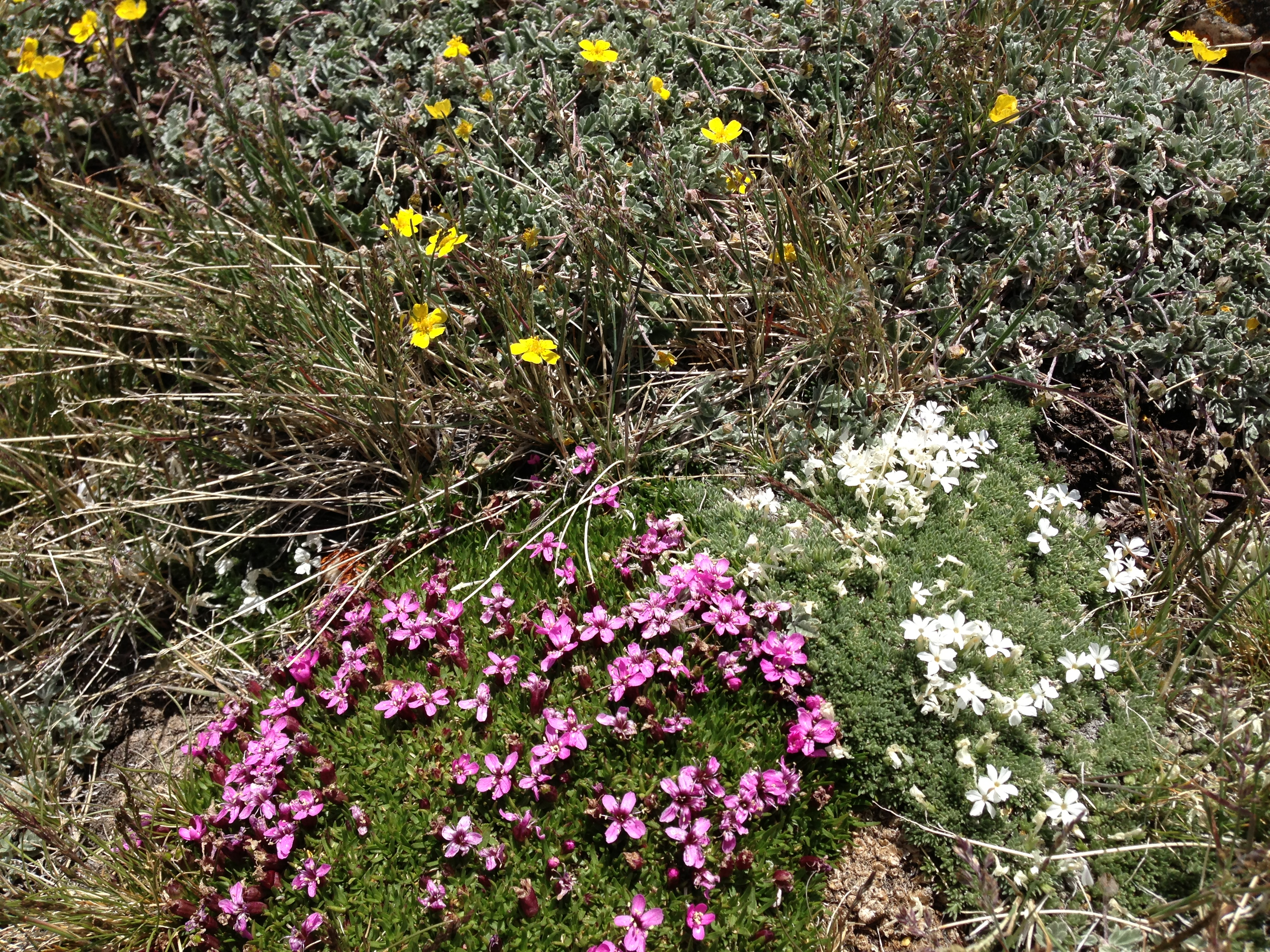
Vysokohorská tundra.
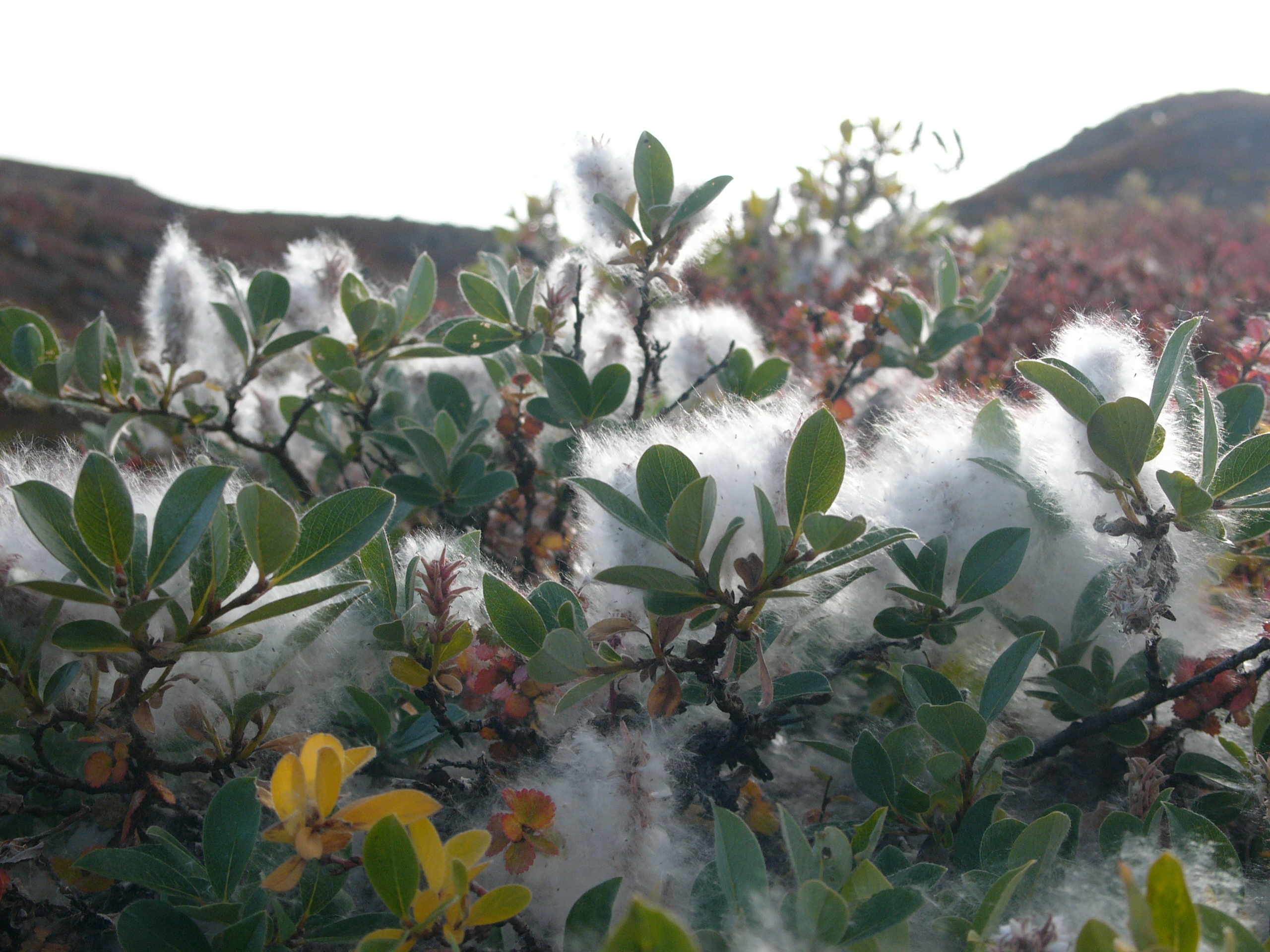
Dřeviny jsou keře a zakrslé stromy, tady například polární vrba.
Grónská tundra.
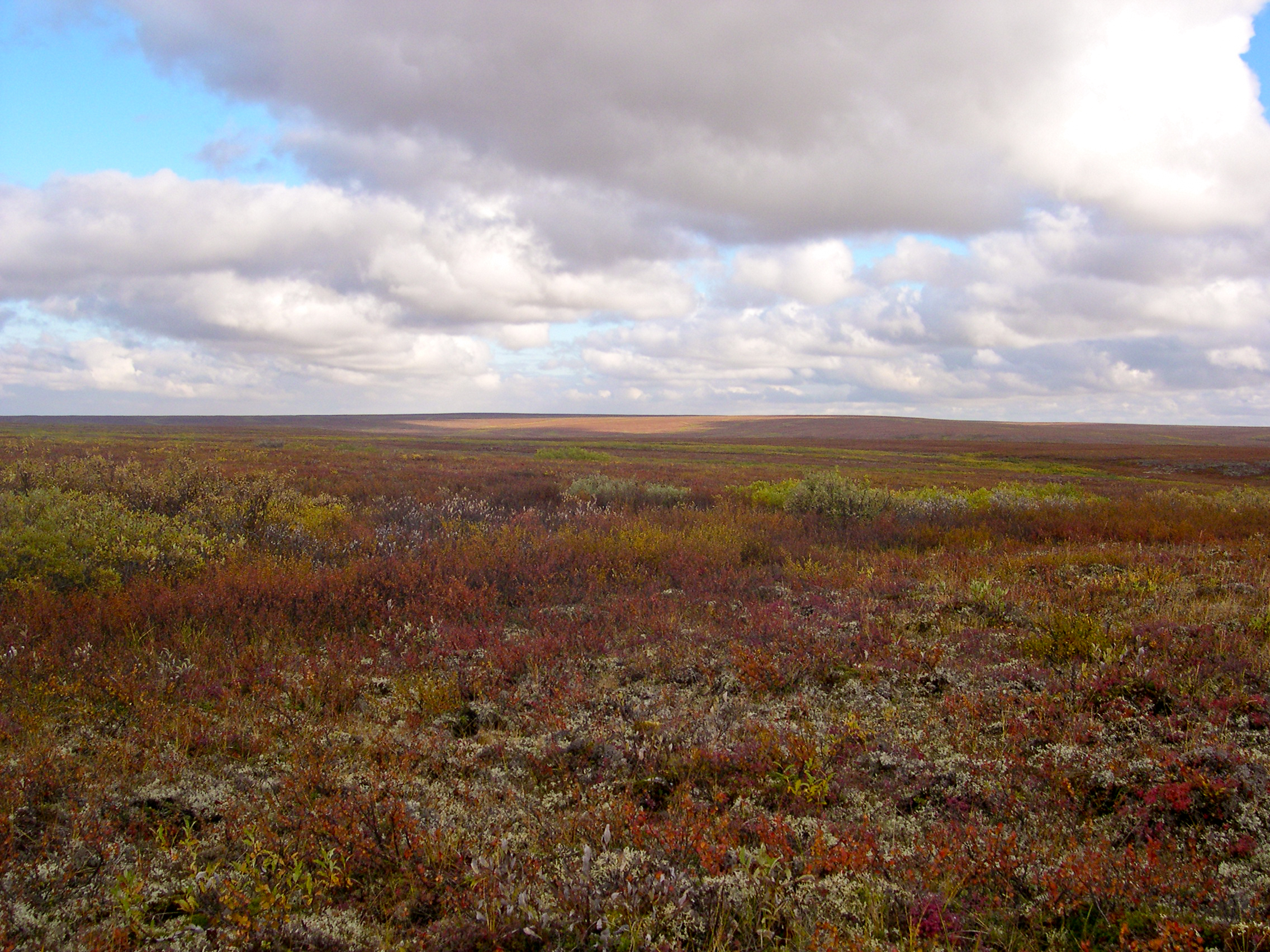
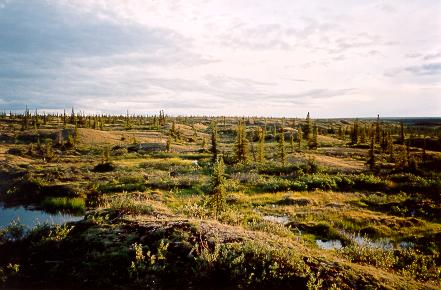
Teplejší část polárního podnebí, kde s velkými potížemi přežívají jednotlivé jehličnany.
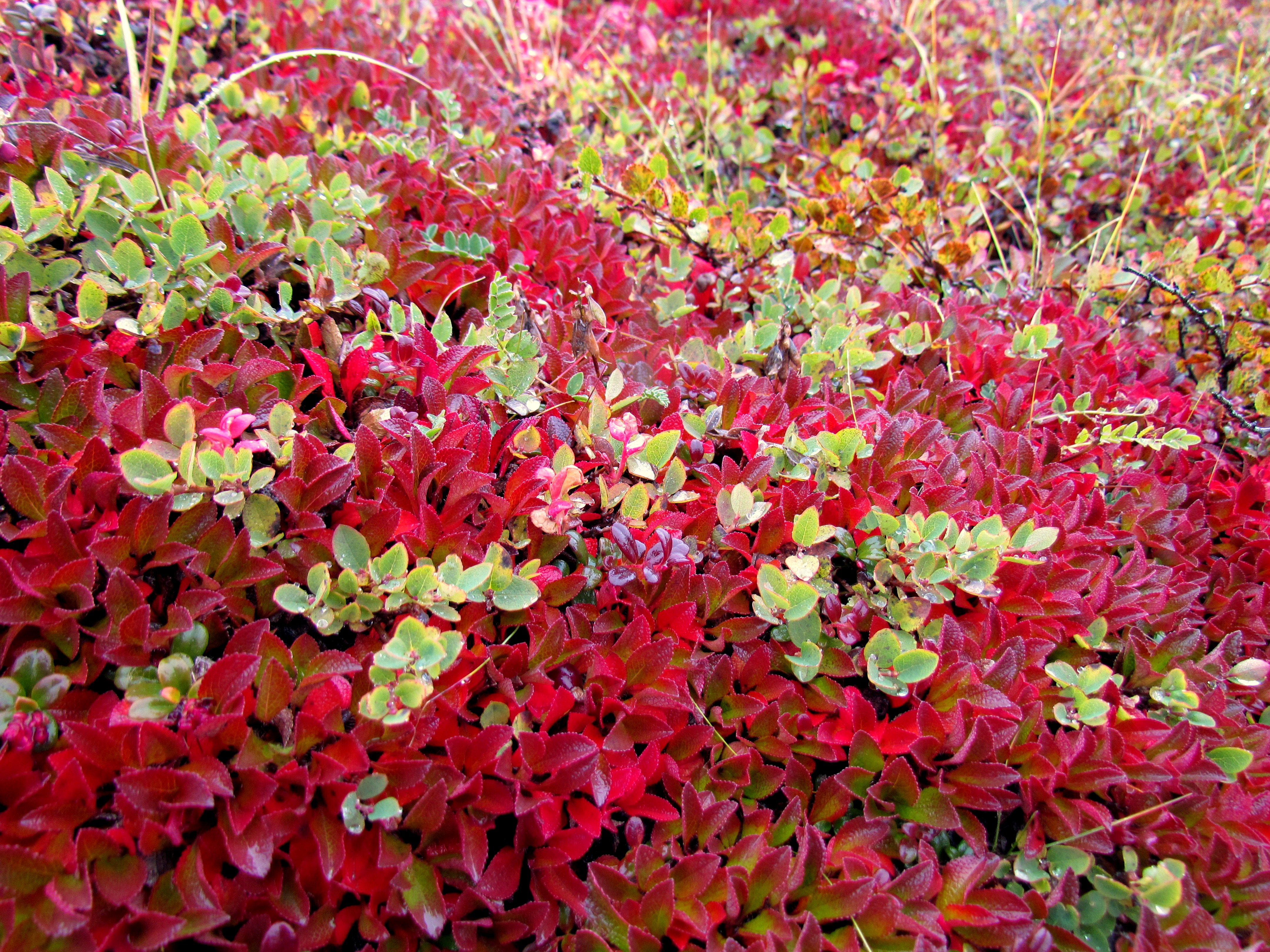